# Santa Rosa (município de Beni)
Santa Rosa ou Santa Rosa de(l) Yacuma é um município da  província de José Ballivián no departamento de Beni da Bolívia. A sede do município é a cidade de Santa Rosa de Yacuma.